# Ksar
Et ksar (flertal Ksour) er et landsby- eller bysamfund bestående af sammenbyggede murede huse. Inde i byen ligger kornmagasin, moské, bad, ovn, forretninger. Sådanne byer er almindelige i oaserne i Maghrebdelene af Nordafrika, specielt på sydsiden, ørkensiden af Atlasbjergene. 
Ksarbyer blev etableret i 1000- og 1100-tallet, og var blandt andet stationer for  Trans-Sahara-handelen. 
Nogle af ksourene ligger oppe på en højde, hvilket gør dem lettere at forsvare mod indtrængere. Byen har ofte en helt omsluttende mur, og er almindeligvis bygget af soltørrede teglsten, alene eller i kombination med tilhuggede sten.
Ordet er almindeligt i stednavne. Ksoureer i Ait-Ben-Haddou i Marokko og i Ouadane, Chinguetti, Tichitt og Oualata i Mauritanien er opført på UNESCOs verdensarvsliste.

## Etymylogi
Ordet Ksar (eller mere korrekt qsar) kommer fra arabisk. I pluralis hedder det på arabisk Ksour (eller qsur). Ordet betyder befæstet by. Det spanske ord Alcázar og det portugisiske ord Alcácer kommer fra ksar, og bruges i deres sprog om steder og bygninger med en befæstet forhistorie.

## Eksterne kilder og henvisninger
- The Ksour of the South